# 屠滽墓道石刻
屠滽墓道石刻位于中国浙江省宁波市海曙区集士港镇山下庄村，明代墓葬，墓道长420米，宽8米，墓及墓道分布于高程52.5米的山上平缓地段，墓坐西朝东，目前屠庸墓及大部分墓道石刻已毁，仅剩墓穴土台、水池、小桥、石马、汉白玉碑、鹅卵石路面等原物，现存神道的牌坊、文臣、石虎等为异地迁移而来，牌坊为四柱三开间石牌坊，2010年9月公布为鄞州区文物保护单位，2018年12月28日因行政区划调整公布为海曙区文物保护单位。